# Flagelloscypha aotearoa
Flagelloscypha aotearoa är en svampart som först beskrevs av Gordon Herriot Cunningham, och fick sitt nu gällande namn av Agerer 1983. Flagelloscypha aotearoa ingår i släktet Flagelloscypha och familjen Niaceae.   Inga underarter finns listade i Catalogue of Life.